# Чемодуров Анатолій Володимирович
Чемодуров Анатолій Володимирович — російський актор, режисер. Лауреат Державної премії СРСР (1962).
Народився 21 липня 1919 р. Закінчив Всесоюзний державний інститут кінематографії (1948, майстерня С. А. Герасимова).

## Фільмографія
Грав у стрічках:
- «Молода гвардія» (Левашов),
- «Жуковський» (1950),
- «Кавалер Золотої Зірки» (1951, Гончаренко. Державна премія СРСР, 1952) та ін.

Знявся в українському фільмі «Тарас Шевченко» (1951, студент).